# David Shmoys
David Bernard Shmoys (* 1959) ist ein US-amerikanischer Mathematiker, der sich mit Mathematischer Optimierung und Operations Research befasst.

## Ausbildung und Karriere

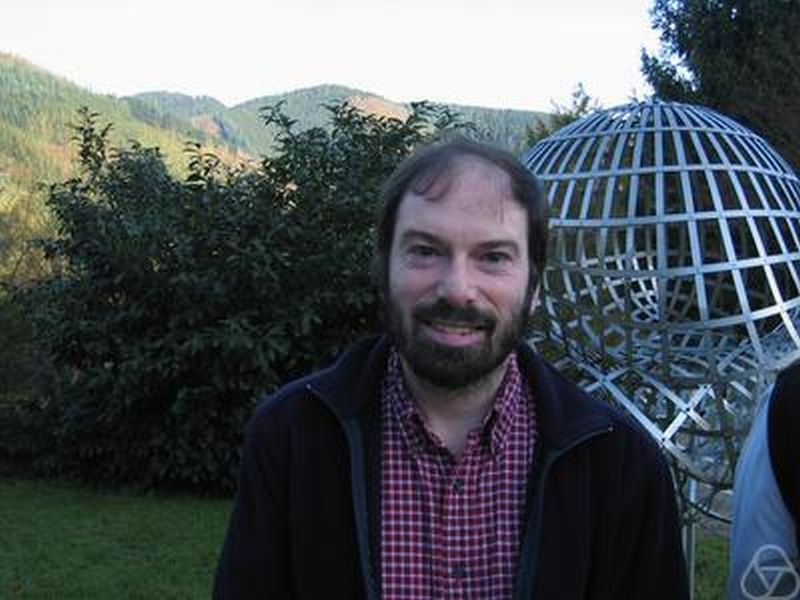
David Shmoys, Oberwolfach 2005

Shmoys erhielt 1981 seinen Bachelor-Abschluss als Elektroingenieur an der Princeton University und wurde 1984 an der University of California, Berkeley bei Eugene Lawler promoviert (Approximation Algorithms for Problems in Sequencing, Scheduling, and Communication Network Design). Als Post-Doktorand war er am MSRI und der Harvard University. Er lehrte am Massachusetts Institute of Technology, bevor er  Professor an der Cornell University wurde, an der er Direktor der School of Operations Research and Information Engineering ist.

## Forschung
Er befasst sich mit dem Entwurf und der Analyse von Näherungs-Algorithmen für diskrete Optimierungsprobleme, speziell NP-schwere Probleme zum Beispiel im Scheduling, Clusteranalyse, Facility Location, Sequenzieren und Vorrats-Probleme (Inventory Theory) mit Anwendungen zum Beispiel in Gentechnik, Flughäfen oder Arterhaltung. Dabei wandte er Methoden der Linearen Programmierung an.

## Preise und Ehrungen, Mitgliedschaften, Herausgeberschaft
- 2013: Frederick-W.-Lanchester-Preis (mit David P. Williamson)[2]

Er ist Fellow der Association for Computing Machinery und des SIAM und war NSF Presidential Young Investigator. Shmoys ist Mitherausgeber von Mathematics of Operations Research und war Herausgeber des SIAM Journal of Discrete Mathematics.

## Schriften
- mit David P. Williamson: The Design of Approximation Algorithms. Cambridge University Press, New York NY 2011, ISBN 978-0-521-19527-0.
- als Herausgeber mit Eugene L. Lawler, Jan K. Lenstra, Alexander H. G. Rinnooy Kan: The Travelling Salesman Problem. A Guided Tour of Combinatorial Optimization. Wiley & Sons, Chichester 1985, ISBN 0-471-90413-9.